# Ophidocladus
Ophidocladus, monotipski rod crvenih algi smješten u vlastiti tribus Ophidocladeae, dio porodice Rhodomelaceae.Jedina vrsta je morska alga O. simpliciusculus.

## Sinonimi
- Polysiphonia simpliciuscula P.Crouan & H.Crouan 1852; bazionim
- Polysiphonia obscura Harvey 1855
- Polysiphonia corallioides Suhr ex Kützing 1864
- Rhodosiphonia californica Hollenberg 1943
- Ophidocladus californicus (Hollenberg) Kylin 1956
- Ophidocladus herposiphonioides Joly & Cordeiro 1963